# 김후석
김후석(한국 한자: 金厚奭, 1974년 3월 30일 ~ )은 대한민국의 전 축구 선수이며, 포지션은 미드필더였다.